# История почты и почтовых марок Токелау
История почты и почтовых марок Токелау описывает развитие почтовой связи на островах Токелау, расположенных в юго-западной части Тихого океана и включающих три атолла — Атафу, Нукунону и Факаофо, с общей площадью 10 км² и населением около 2000 человек.
Токелау входят в состав Новой Зеландии, которая отвечает за почтовое обслуживание этих островов. Почтовые марки, эмитируемые островами Токелау с 1948 года, являются одной из главных статей экспорта и дохода в местной экономике.

## Развитие почты
Исторически почтовую связь для данной территории, известной ранее как острова Юнион (англ. Union Islands), осуществляли английские колониальные власти, которые с 1889 года установили здесь британский протекторат. В 1916—1924 годах острова находились в составе британской колонии Острова Гилберта и Эллис, а с 1925 года — под управлением новозеландской администрации. В 1946 году острова были переименованы в Токелау и в 1949 году включены в состав Новой Зеландии.
Почтовое отделение на атолле Атафу было впервые открыто в 1911 году. Почтовые штемпели для двух других островов, Нукунону и Факаофо, не появлялись до 1926 года.
До выпуска собственных знаков почтовой оплаты в употреблении здесь находились марки островов Гилберта и Эллис и Западного Самоа. В частности, марки Гилберта и Эллис были в почтовом обращении с февраля 1911 года до июня 1926 года. После этого, ввиду перехода вместе Западным Самоа под новозеландское управление, вплоть до 1948 года использовались западносамоанские почтовые марки.

## Выпуски почтовых марок

### Первые марки
Первыми собственными почтовыми марками Токелау стала стандартная серия, посвящённая трём островам, которая увидела свет в 1948 году (SG #1—3).
Марки были изготовлены английской фирмой Bradbury Wilkinson and Company способом глубокой печати на бумаге с новозеландским водяным знаком и поступили в обращение 22 июня. Дизайн марок был разработан Дж. Берри (J. Berry) на основе фотографий Т. Хамфри (T. T. C. Humphrey) и включал три вида (соответственно одному из трёх номиналов):
- деревня на атолле Атафу и карта — ½ пенни (SG #1)[≡],
- хижина на атолле Нукунону и карта — 1 пенни (SG #2),
- деревня на атолле Факаофо и карта — 2 пенса (SG #3).

Марка в 1 пенни встречается с перевёрнутым водяным знаком. Эта редкая разновидность оценивается ныне достаточно дорого (£275 по каталогу «Стэнли Гиббонс» 2001 года).
Известны конверты, франкированные первыми марками Токелау, на которых имеются календарные штемпели с датой 16 июня 1948 года. Эта датировка ошибочна, так как предполагалось использовать штемпель для 16 июля, но по недоразумению вместо него употребили штемпель для 16 июня.

### Последующие эмиссии
Первая памятная марка Токелау появилась в 1953 году. Она была приурочена к коронации Елизаветы II и была аналогична такой же марке Новой Зеландии (SG #715), но с указанием названия территории («Tokelau Islands» — «Острова Токелау»). Эта почтовая миниатюра была выпущена 25 мая в Новой Зеландии и 16 июня — на Токелау.
За первые пятнадцать лет, с 1948 по 1963 год, было эмитировано всего лишь пять почтовых марок. С 1967 марки Токелау стали выходить регулярно.
На издаваемых для этой территории оригинальных марках встречаются надписи: «Tokelau Islands» («Острова Токелау»); «Postage & Revenue» («Почтовый и гербовый сбор»)[≡].

## Другие виды почтовых марок
В 1966—1967 годах в качестве почтовых применялись фискальные марки Новой Зеландии, на которых делалась надпечатка названия островов и нового номинала.
Первый выпуск таких почтово-гербовых марок был сделан 8 ноября 1966 года (SG #6—8). В правительственной типографии Новой Зеландии в Веллингтоне были произведены надпечатки на новозеландских безноминальных фискальных марках с указанием новых номиналов — 6, 8 пенсов и 2 шиллинга.
Второй выпуск был вызван переходом в 1967 году на десятичную денежную систему и был выполнен аналогичным образом, но для новых номиналов — 3, 5, 7 и 20 центов (SG #12—15). Надпечатанные марки были изданы в Новой Зеландии 10 июля и поступили в обращение на Токелау 4 сентября 1967 года.